# Patrimoni dell'umanità della Romania
I patrimoni dell'umanità della Romania sono i siti dichiarati dall'UNESCO come patrimonio dell'umanità in Romania, la quale è divenuta parte contraente della Convenzione sul patrimonio dell'umanità il 16 maggio 1990.
Al 2025 i siti iscritti nella Lista dei patrimoni dell'umanità sono undici, mentre diciassette sono le candidature per nuove iscrizioni. Il primo sito, il Delta del Danubio, fu iscritto nella lista nel 1991, durante la quindicesima sessione del comitato del patrimonio mondiale. Altri tre siti furono aggiunti nel 1993, altrettanti nel 1999, uno nel 2017, uno nel 2021 e due nel 2024. Nove siti sono considerati culturali, secondo i criteri di selezione, e due naturali; uno è parte di un sito transnazionale. Un sito, il paesaggio minerario di Roșia Montană, è stato iscritto nella Lista dei patrimoni dell'umanità in pericolo contestualmente alla sua iscrizione nella lista del patrimonio mondiale, a causa dei progetti di riavviare lo sfruttamento minerario nell'area.

## Siti del Patrimonio mondiale
L'UNESCO ammette i siti secondo dieci criteri, ogni sito proposto ne deve soddisfare almeno uno. I criteri da i a vi sono culturali, quelli da vii a x naturali.
     * Sito condiviso da più Stati (transnazionale)
     † Sito in pericolo
| Fotografia | Sito                                                                | Localizzazione | Tipo                          | Anno      | Descrizione |
| ---------- | ------------------------------------------------------------------- | --- | ----------------------------- | --------- | --- |
|            | Delta del Danubio                                                   | Distretto di Tulcea | Naturale (588; vii, x)        | 1991      | Le acque del Danubio che sfociano nel Mar Nero formano il più grande e meglio conservato delta fluviale d'Europa. Esso ospita oltre trecento specie di uccelli e 45 specie di pesci d'acqua dolce nei suoi numerosi laghi e paludi. Si stima che nell'area del delta del Danubio esistano oltre 1200 varietà di piante. |
|            | Monastero di Horezu                                                 | Horezu | Culturale (597; ii)           | 1993      | Il monastero di Horezu è un edificio religioso fondato nel 1690 dal principe Constantin Brâncoveanu nella città di Horezu, in Valacchia, e terminato nel 1709. È considerato uno dei migliori esemplari di stile "Brâncovean", noto per la purezza architetturale e la ricchezza dei dettagli scolpiti, per le composizioni religiose, i ritratti ex voto e i dipinti ornamentali. Il complesso comprende la chiesa, la torre campanaria, la cappella e il refettorio. |
|            | Villaggi con chiese fortificate in Transilvania                     | Biertan, Câlnic, Dârjiu, Prejmer, Saschiz, Valea Viilor, Viscri | Culturale (596; iv)           | 1993-1999 | I villaggi della Transilvania erano spesso costruiti attorno ad una chiesa fortificata. Il sito comprende un gruppo di sei villaggi risalenti ai sassoni di Transilvania ed uno dei siculi di Transilvania. Essi sono sorti a partire dal tredicesimo secolo quando il re d'Ungheria insediò i coloni tedeschi nella regione, che riuscirono a sopravvivere ed a svilupparsi formando una forte comunità di contadini, artigiani e mercanti. Essendo situata in una zona costantemente sotto la minaccia delle invasioni ottomane e tatare, costruirono fortificazioni di diverse dimensioni. Le più importanti città erano completamente fortificate, e le piccole comunità fortificarono il centro del paese attorno alla chiesa, alla quale vennero aggiunte torri difensive e magazzini per beni alimentari.           |
|            | Chiese della Moldavia                                               | Distretto di Suceava | Culturale (598; i, iv)        | 1993-2010 | Queste otto chiese del nord della Moldavia, costruite tra la fine del XV e il tardo XVI secolo, presentano pareti esterne coperte di affreschi, autentici capolavori ispirati all'arte bizantina. Le prime sette chiese iscritte sono: Chiesa della decapitazione di San Giovanni Battista ad Arbore, Chiesa dell'Assunzione di Maria dell'ex monastero di Humor a Gura Humorului, Chiesa dell'Annunciazione del monastero di Moldovița a Vatra Moldoviței, Chiesa della Sacra Croce di Pătrăuți, Chiesa di San Nicola e del Catholicon del monastero di Probota, Chiesa di San Giorgio a Suceava, Chiesa di San Giorgio dell'ex Monastero di Voroneț; nel 2010 è stata aggiunta anche la Chiesa della Resurrezione nel monastero di Sucevița.                                                                             |
|            | Centro storico di Sighișoara                                        | Sighișoara | Culturale (902; iii, v)       | 1999      | Sighișoara, costruita nel dodicesimo secolo dai coloni sassoni con il nome latino di Castrum Sex è un ottimo esempio di cittadina fortificata medievale posta sul margine orientale delle vie commerciali dell'Europa centrale, testimonianza di storia e cultura dei Sassoni di Transilvania. Nel complesso medievale sito sulla collina, si possono ammirare la Scara Acoperita (scala coperta), che porta sulla collina dominata dalla Biserica din deal (la chiesa sulla collina) e dal cimitero sassone. Ci sono anche la Turnul cu ceas (torre dell'orologio) e la casa natale di Vlad III di Valacchia, dove il padre Vlad II Dracul visse per un breve periodo. Si possono anche ammirare la Piata Cetatii, la Biserica Manastirii (chiesa monastero) e un busto dedicato al famigerato Impalatore.                |
|            | Chiese lignee del Maramureș                                         | Distretto di Maramureș | Culturale (904; iv)           | 1999      | Queste otto chiese si trovano nel nord della Transilvania e rappresentano otto tecniche architetturali risalenti a diversi periodi e relativi a diverse zone. Tutte queste chiese sono affiliate alla chiesa ortodossa rumena. Sono costruzioni in legno strutturale strette ed alte, con campanili particolarmente alti e sottili situati sul lato occidentale dell'edificio. Costituiscono una particolare espressione di architettura vernacolare tipica dell'ambiente culturale di questa zona montuosa della Romania. |
|            | Fortezze dacie dei monti Orăștie                                    | Distretto di Alba, Distretto di Hunedoara | Culturale (906; ii, iii, vi)  | 1999      | Costruite nello stile del murus dacicus, le sei fortezze dacie dei monti Orăștie vennero costruite in un periodo che va dal I secolo a.C. al I secolo d.C. come protezione dai conquistatori romani. I loro resti, estesi e ben conservati, presentano l'immagine di una vigorosa e innovativa civiltà dell'età del ferro. Il sito comprende sei fortezze: Sarmizegetusa Regia, Luncani - Piatra Roșie, Costești - Blidaru, Costești - Cetățuie, Căpâlna e Bănița, che insieme formavano il sistema difensivo di Decebalo. |
|            | Antiche faggete primordiali dei Carpazi e di altre regioni d'Europa | Distretto di Brașov, Distretto di Caraș-Severin, Distretto di Gorj, Distretto di Maramureș, Distretto di Suceava, Distretto di Vâlcea (altri 82 sono in Albania, Austria, Belgio, Bosnia ed Erzegovina, Bulgaria, Croazia, Francia, Germania, Italia, Macedonia del Nord, Polonia, Rep. Ceca, Slovacchia, Slovenia, Spagna, Svizzera e Ucraina)               | Naturale (1133; ix)           | 2017      | Questa proprietà transnazionale comprende 94 componenti in 18 paesi. Dalla fine dell'ultima era glaciale, il faggio europeo si è diffuso da poche aree di rifugio isolate nelle Alpi, Carpazi, Dinaridi, Mediterraneo e Pirenei in un breve periodo di poche migliaia di anni in un processo tuttora in corso. L'espansione di successo in un intero continente è legata all'adattabilità e alla tolleranza dell'albero alle diverse condizioni climatiche, geografiche e fisiche. In Romania la serie comprende dodici foreste, situate in diverse aree protette, lungo tutta la dorsale dei Carpazi e delle Alpi Transilvaniche. |
|            | Paesaggio minerario di Roșia Montană                                | Roșia Montană | Culturale (1552; ii, iii, iv) | 2021      | Roșia Montană è una città mineraria situata nei Monti Apuseni nella valle del fiume Roșia (letteralmente Fiume Rosso). Le ricche risorse minerarie della zona sono state certamente sfruttate fin dall'epoca romana, ma probabilmente anche prima. |
|            | Complesso monumentale di Brâncuși a Târgu Jiu                       | Târgu Jiu | Culturale (1473; i, ii)       | 2024      | Austero, contemplativo, ma accessibile, l'insieme monumentale di Târgu Jiu fu creato nel 1937-1938 da Constantin Brâncuși, un influente pioniere della scultura astratta, per commemorare coloro che morirono difendendo la città durante la prima guerra mondiale. Situato in due parchi collegati dallo stretto Viale degli Eroi, il sito comprende l'insieme monumentale di installazioni scultoree e la preesistente Chiesa dei Santi Apostoli Pietro e Paolo, posta sull'asse. La straordinaria fusione tra scultura astratta, architettura del paesaggio, ingegneria e pianificazione urbana concepita da Constantin Brâncuși va ben oltre l'episodio bellico locale per offrire una visione originale della condizione umana.                                                                                       |
|            | Frontiere dell'Impero romano - Dacia                                | Distretto di Bistrița-Năsăud, Distretto di Sălaj, Distretto di Cluj, Distretto di Alba, Distretto di Hunedoara, Distretto di Caraș-Severin, Distretto di Olt, Distretto di Vâlcea, Boița, Distretto di Brașov, Distretto di Covasna, Distretto di Harghita, Distretto di Mureș, Distretto di Teleorman, Distretto di Argeș, Distretto di Prahova, Pietroasele | Culturale (1718; ii, iii, iv) | 2024      | Dal 500 a.C. in poi l'Impero Romano estese il suo territorio attraverso parti dell'Europa e del Nord Africa finché la sua frontiera raggiunse circa 7 500 chilometri nel II secolo. Il segmento rumeno, il Limes dacico, fu operativo dal 106 al 271 d.C. Il sito seriale comprende 277 parti componenti e rappresenta il confine terrestre più lungo e complesso di un'ex-provincia romana in Europa. Attraversando paesaggi diversi, è definito da una rete di singoli siti che includono fortezze legionarie, forti ausiliari, bastioni di terra, torri di guardia, accampamenti temporanei ed edifici secolari. La Dacia era l'unica provincia romana interamente a nord del fiume Danubio. La sua frontiera la proteggeva dalle popolazioni "barbariche" e controllava l'accesso alle preziose risorse di oro e sale. |

## Siti candidati
| Foto | Sito                                                        | Luogo | Tipo                             | Anno       | Descrizione |
| ---- | ----------------------------------------------------------- | --- | -------------------------------- | ---------- | --- |
|      | Monastero di Neamț                                          | Vânători-Neamț | Culturale (544; i, ii, iv)       | 01/03/1991 | Il monastero di Neamț, appartenente alla Chiesa ortodossa rumena, è uno dei più antichi e dei più importanti della regione della Moldavia. La costruzione dei primi edifici avvenne tra il 1370 e il 1375. L'edificio più importante e gioiello dell'architettura del quindicesimo secolo è la chiesa, voluta dal re moldavo Ștefan cel Mare, la cui costruzione venne ultimata nel 1497. |
|      | Chiese bizantine e post-bizantine di Curtea de Argeș        | Curtea de Argeș | Culturale (545; i, ii, iv)       | 01/03/1991 | La città possiede numerose chiese medievali per il fatto di essere stata sede di autorità religiose; tra esse ne spiccano due per importanza e valore artistico. La Chiesa principesca di San Nicola, costruita fra il 1340 e il 1376 da Basarab I di Valacchia, è la chiesa ortodossa più antica della Romania; con pianta a croce greca, rappresenta un superbo esempio dell'architettura bizantina. Il Monastero di Curtea de Argeș è il monumento più importante della città, fondato da Basarab V Neagoe tra il 1512 ed il 1517, al posto della vecchia chiesa metropolitana risalente al 1359; somigliante ad una fortezza di pietra, collegata attraverso catacombe ad una torre di guardia su una collina vicina, al centro del complesso sorge la cattedrale metropolitana, con le sue decorazioni scultoree all'esterno e pittoriche, all'interno, completate nel 1526. |
|      | Complesso rupestre di Basarabi                              | Murfatlar | Culturale (549)                  | 01/03/1991 | Gruppo di monumenti rupestri situati in un'antica cava di gesso del IX-X secolo, trasformata in insediamento monastico tra il X e il XII secolo, il sito comprende una chiesa principale a tre navate sostenute da colonne, un'altra chiesa con la specifica divisione rituale ortodossa, coperta di una cupola semicilindrica, il santuario con abside semicircolare ricoperta da semicalotta; completano il tutto due paraklession, varie stanze annesse, gallerie e camere funerarie. Numerose le rappresentazioni figurative cristiane e altri motivi simbolici stilizzati incisi: draghi attorcigliati, il labirinto, l'albero della vita, il piccione, il cavaliere, così come vari animali e navi. Si riconoscono iscrizioni in diverse lingue e scritture greche, runiche, glagolitiche, cirilliche - inclusa una glossa rumena del X secolo. |
|      | Chiesa dei Tre Gerarchi di Iași                             | Iași | Culturale (551; i, iv)           | 01/03/1991 | La chiesa dei Tre Gerarchi è un edificio religioso risalente al 1639; rappresenta il punto di riferimento della città di Iași in Romania. La chiesa fa parte di un monastero ed è dedicata ai santi Basilio il Grande, Giovanni Crisostomo e Gregorio Nazianzeno detto il teologo, tutti celebrati il 30 gennaio. Di stile gotico, è particolarmente interessanti per i fregi esterni, un insieme di bassorilievi d'ispirazione gotico-orientale che ricoprono la facciata come un pizzo. Anticamente la facciata era ricoperta di oro, argento e lapislazzuli, ora andati perduti. |
|      | "Cule" della Piccola Valacchia                              | Oltenia | Culturale (552; iv, v)           | 01/03/1991 | Il nome rumeno "culă", preso in prestito dal turco Kula, significa torre, designa una casa-torre con tre o anche quattro livelli, usata dalla grande o piccola nobiltà del paese. Di solito le cule si trovano nei punti dominanti per guardare i passaggi. La struttura di questi edifici era su pianta quadrata, con scala interna, feritoie, l'ultimo piano spesso provvisto di volta, spazio aperto su due o tre lati, con archi sorretti da colonne. |
|      | Chiesa di Densuș                                            | Densuș | Culturale (553; i, iv)           | 01/03/1991 | La chiesa di San Nicola a Densuș è la più antica chiesa della Romania nella quale ancora oggi si svolgano funzioni religiose. Costruita sulle rovine di una costruzione del IV secolo, si tratta di un edificio a pianta quadrata, con il campanile che sovrasta il centro del vano principale, che è preceduto da un avancorpo e seguito da un'abside rotonda. La copertura è interamente in lastre di pietra e l'edificio venne costruito con pietre tratte dalle vicine rovine della città romana di Ulpia Traiana Sarmizegetusa. Nell'interno si trovano resti di imponenti affreschi dipinti da un gruppo di maestri locali nel 1443. |
|      | Nucleo storico della città di Alba Iulia                    | Alba Iulia | Culturale (555; iv, v, vi)       | 01/03/1991 | Alba Iulia si trova sul sito dell'antica città di Apulum, fondata dai Romani nel II secolo e distrutta dai Tartari nel 1241. Nel XVI e XVII secolo è stata sede dei Principi di Transilvania, di una arcidiocesi cattolica e di un Metropolita ortodosso. Tra il 1599 ed il 1601, Alba Iulia fu la capitale dei principati uniti di Valacchia, Transilvania e Moldavia nella persona di Michele il Bravo. Fu sede nel 1918 della redazione della Dichiarazione di Alba Iulia, che portò alla proclamazione dell'unione della Transilvania alla Romania, e dell'incoronazione del Re Ferdinando I di Romania nel 1922. |
|      | Massiccio del Retezat                                       | Distretto di Caraș-Severin, Distretto di Gorj, Distretto di Hunedoara | Naturale (557)                   | 01/03/1991 | [ 22 ] |
|      | Pietrosul Rodnei (cima montuosa)                            | Borșa | Naturale (558)                   | 01/03/1991 | [ 23 ] |
|      | Sânpetru (sito paleontologico)                              | Sântămăria-Orlea | Naturale (559)                   | 01/03/1991 | [ 24 ] |
|      | Foresta secolare di Slătioara                               | Stulpicani | Naturale (560)                   | 01/03/1991 | [ 25 ] |
|      | Centro storico di Sibiu e il suo insieme di piazze          | Sibiu | Culturale (1929; ii, iii, iv, v) | 29/06/2004 | Sibiu viene solitamente divisa in due parti, la Città bassa (Orașul de jos) e la Città alta (Orașul de sus). La Città bassa si sviluppò attorno alle fortificazioni più antiche, di cui rimangono soltanto due torri. Le strade sono lunghe e piuttosto larghe, mentre le costruzioni sono solitamente basse e coperte da ripidi tetti. La Città bassa ospita anche la più antica chiesa di Sibiu, costruita nel 1386. La Città alta è organizzata attorno a tre piazze, con una serie di vie che seguono l'andamento della collina. La Piazza Grande (Piața Mare) ha costituito fin dal XVI secolo il centro della vita cittadina. Sulla piazza si affacciano alcune tra le più importanti costruzioni della città. La Piazza Piccola (Piață Mică), collegata alla Piazza Grande da alcuni stretti passaggi, è più piccola ed è caratterizzata dalla curvatura del lato nord-occidentale. Altra piazza del centro storico molto vicina alle precedenti, su Piazza Huet si affacciano due importanti edifici, tra cui la Cattedrale Evangelica Luterana, costruita nel XIV secolo. |
|      | Gli antichi villaggi di Hollókő e Rimetea e i loro dintorni | Rimetea (Hollókő si trova in Ungheria) | Culturale (5683; v)              | 14/02/2012 | Sia Hollókő che Rimetea sono un esempio eccezionale di un insediamento umano tradizionale deliberatamente preservato rappresentativo di una cultura che è diventata vulnerabile sotto l'impatto di cambiamenti irreversibili. Questi villaggi, che si sono sviluppati principalmente durante il XVII e il XVIII secolo, sono un esempio vivente di vita rurale prima della rivoluzione agricola del XX secolo. Gli edifici bianchi, le strade ben ordinate, la disposizione degli appezzamenti, i fienili abbastanza simili e altri edifici più piccoli, la presenza di rovine di un castello medievale e molti aspetti della storia dei due insediamenti li collegano con confini invisibili. Tuttavia, al di là delle molte caratteristiche simili si possono osservare una serie di variazioni di alcuni aspetti che evidenziano la grande attitudine dell'architettura vernacolare ad adattarsi alle circostanze e alle esigenze locali. |
|      | Frontiere dell'Impero romano - Il Limes danubiano           | Distretto di Caraș-Severin, Distretto di Olt, Distretto di Teleorman, Distretto di Mehedinți, Distretto di Dolj, Distretto di Costanza, Distretto di Tulcea, Distretto di Galați (altri siti sono in Bulgaria, Croazia e Serbia) | Culturale (6446; ii, iii, iv)    | 31/01/2020 | Parte di una serie di siti che documentano lo sviluppo del Limes romano e delle fortificazioni che si trovavano lungo il suo percorso. I siti in Romania includono resti di fortificazioni e torri di guardia che si estendono tra Pojejena e Tulucești, tra cui il Ponte di Traiano a Drobeta-Turnu Severin e i siti archeologici di Sucidava e Troesmis. |